# Хиже (Західнопоморське воєводство)
Хиже (пол. Chyże, нім. Kietz) — село в Польщі, у гміні Бежвник Хощенського повіту Західнопоморського воєводства.
У 1975-1998 роках село належало до Гожовського воєводства.